# L'Ami du peuple

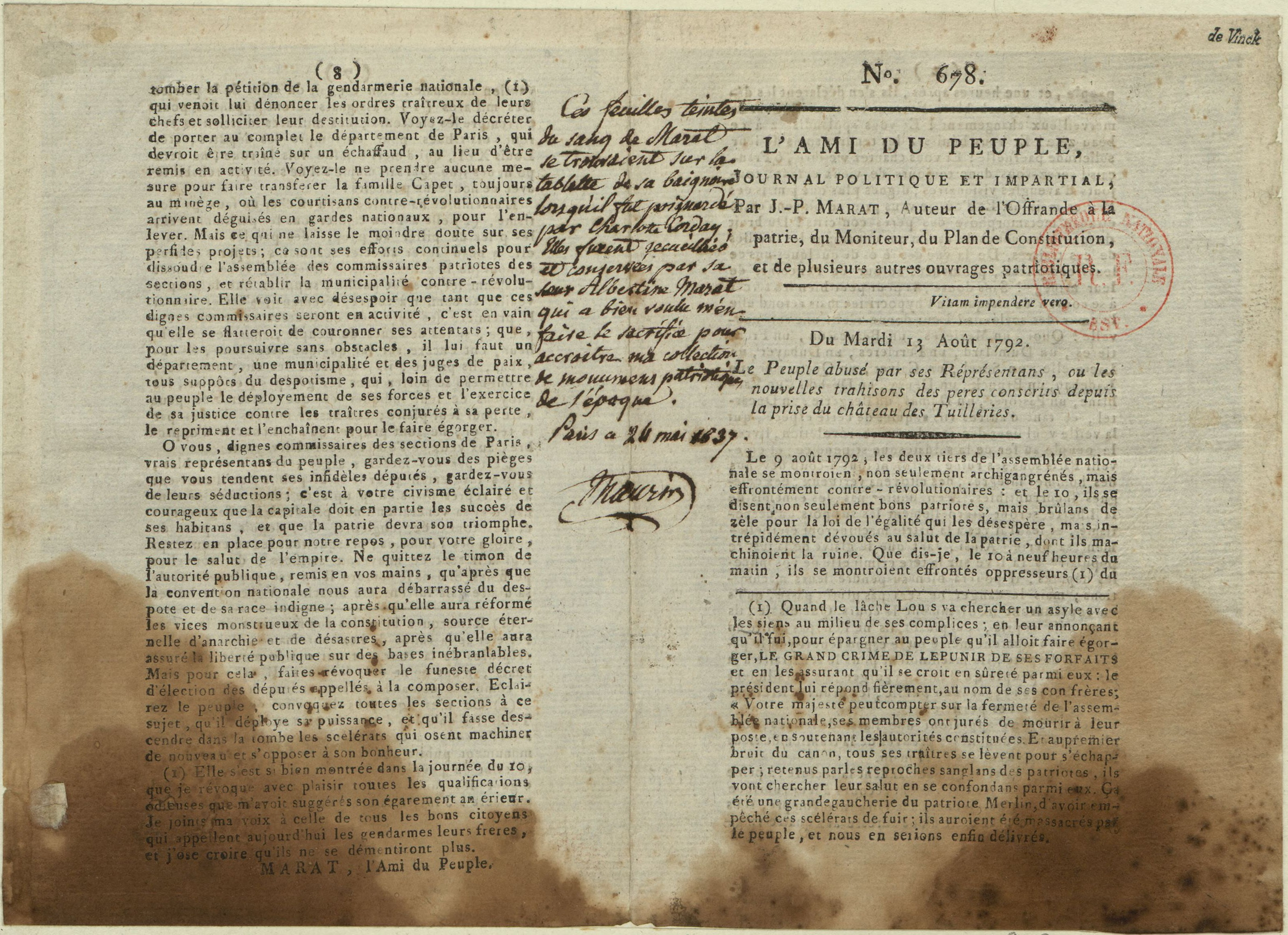
Una còpia de L'Ami du peuple tacada amb la sang de Marat (Biblioteca Nacional de França)

L'Ami du peuple va ser un diari polític escrit per Jean-Paul Marat durant la Revolució Francesa. Va ser un defensor dels drets de les classes baixes contra qui Marat considerava els enemics del poble.

## Història

### Inicis
Com a elector del districte de Carmes Déchaussés el 1789, Marat va intentar persuadir a l'assemblea electoral per tal de publicar un diari per mantenir el seu electorat informat de l'actualitat política. Quan no es va admetre la seva proposta, Marat va renunciar al seu càrrec com a elector per tal de dedicar-se a la redacció del seu propi diari, titulat inicialment Le Publiciste parisien. El primer número va ser publicat el 12 de setembre de 1789. Després de diversos números, el nom es va canviar per L'Ami du peuple.

### Primeres reivindicacions
Generalment el diari era d'unes vuit pàgines, encara que de vegades arribava a dotze o setze pàgines. Marat va publicar L'Ami du peuple diàriament, tot i que hi va haver moments en què no va publicar, jua que havia d'anar a la clandestinitat per evitar ser detingut. Els seus continus atacs contra Jacques Necker, Jean Sylvain Bailly, el comte de Mirabeau, la Comuna de París, el marquès de la Fayette, l'Assemblea Nacional Constituent, l'Assemblea Legislativa, la Convenció Nacional, els émigrés i el mateix rei Lluís XVI van provocar diversos decrets d'il·legalitat cap a la publicació, l'acusació en contra seu i intents de suprimir el diari. Es va destruir la seva impremta i es van confiscar les còpies de L'Ami du peuple almenys dues vegades. En una ocasió el seu impressor va ser detingut i empresonat, i es van destruir les plaques utilitzades per imprimir un número particularment polèmic, en el que amenaçava d'arrencar el cor de Lafayette, cremar el Rei, i empalar als diputats de l'Assemblea en els seus seients.
Marat, sense cap font d'ingressos independent, va utilitzar gran part dels seus estalvis per imprimir L'Ami du peuple. A principis de 1792, després de tornar d'una estada de dos mesos a Anglaterra, no es podia permetre continuar amb la publicació. Amb el suport financer de la seva nova concubina, Simonne Evrard, va ser capaç de renovar la seva publicació. Després de la suspensió de la monarquia el 10 d'agost de 1792, la Comissió de Policia i Vigilància de la Comuna de París va donar Marat quatre de les màquines reals i la nova Imprimerie de Marat es va establir al soterrani del convent dels Cordeliers.

### Període de Marat a la Convenció Nacional
El 9 de setembre de 1792 Marat va ser elegit per a la Convenció Nacional. El 25 de setembre va engegar una nova revista titulada Journal de la Republique francaise. L'abril de 1793, els girondins van aprovar una llei (posteriorment derogada) que estimulava que era il·legal que els membres de la Convenció fossin alhora legisladors i periodistes. Com a resposta, Marat va canviar de nou el nom del seu diari; aquesta vegada pel de Publiciste de la Revolution francaise, afirmant així ser un publicista. Va continuar emprant aquest nom fins a la seva mort.

### Últims dies
El 3 de juny de 1793 Marat va renunciar a ser membre de la Convenció, després de la caiguda final dels girondins. El seu trastorn cutani es va afegir a una malaltia de pulmó, motiu pel ual va passar gran part del seu temps en un bany medicinal. La seva publicació durant aquest temps consisteix principalment en cartes dels seus col·laboradors. El 13 de juliol Marat va ser assassinat per Charlotte Corday. L'última edició de la seva publicació es va editar l'endemà de la seva mort.

## Impacte i influència
En total, L'Ami du peuple va tenir gairebé set-cents números, i la publicació que va iniciar en ser elegit per la Convenció Nacional va arribar als prop de dos-cents cinquanta números, a més de molts altres pamflets de Marat. La popularitat de la seva publicació va rebre moltes imitacions durant els seus períodes de clandestinitat i després de la seva mort per part dels que simpatitzaven amb les seves idees i aquells que el volen tergiversar. Hom considera que el seu periodisme incendiari va tenir un paper important en la Marxa de les Dones sobre Versalles de l'octubre de 1789, la suspensió de la monarquia el 10 d'agost de 1792, les Massacres del 2 de setembre i d'incitar altres accions de la multitud revolucionària.

## Segons Marat
Marat descriu el començament i l'evolució del seu diari (així com les seves opinions polítiques) en el seu diari del 19 de març de 1793:
| « | Amb l'esclat de la Revolució, cansat de les persecucions que havia patit durant tant de temps a les mans de l'Acadèmia de Ciències, em va abraçar amb entusiasme l'ocasió que se li presentava de derrotar els meus opressors i assolir la meva posició correcta. Vaig arribar a la Revolució amb les meves idees ja formades, i jo estava tan familiaritzat amb els principis de l'alta política que s'havien convertit en llocs comuns per a mi. Després d'haver tingut una major confiança en els falsos patriotes de l'Assemblea Constituent de la que es mereixien, em van sorprendre per la seva mesquinesa, la seva falta de virtut. Creient que necessitaven llum, vaig entrar en correspondència amb els més famosos diputats, particularment amb Chapelier, Mirabeau i Barnave. El seu silenci obstinat en totes les meves cartes aviat em va demostrar que tot i que necessiten llum, els importava poc per ser il·luminats. Vaig agafar el costum de publicar les meves idees per mitjà de la premsa. Vaig fundar L'Ami du peuple. Vaig començar amb un to greu, però honest, la d'un home que vol dir la veritat sense trencar les convencions de la societat. Vaig mantenir aquest to durant dos mesos sencers. Decebut al considerar que no va produir l'efecte complet que jo esperava, i indignat que l'audàcia dels infidels representants del poble i els funcionaris públics mentiders anessin en augment constant, vaig sentir que era necessari renunciar a la moderació i substituir la sàtira i la ironia de censura simple. L'amargor de la sàtira va augmentar amb el nombre de males gestions, la iniquitat dels seus projectes i dels infortunis públics. Fermament convençut de la perversitat absoluta dels partidaris de l'antic règim i els enemics de la llibertat, vaig sentir que no es podia obtenir res d'ells si no era mitjançament la força. Fastiguejat pels seus intents, per part dels seus complots cada vegada més recurrents, em vaig adonar que cap final acabaria amb ells, excepte mitjançant l'extermini dels seus culpables. Indignat en veure els representants de la nació en aliança amb els seus enemics més mortífers i que les lleis només serveixen per tiranitzar als innocents als que hauria d'haver protegit, vaig recordar al poble sobirà que, ja que no tenien res més que esperar dels seus representants, els convenia fer justícia per ells mateixos. Això es va fer diverses vegades. | » |